# Chrysopilus anthracinus
Chrysopilus anthracinus är en tvåvingeart som beskrevs av Jacques-Marie-Frangile Bigot 1887. Chrysopilus anthracinus ingår i släktet Chrysopilus och familjen snäppflugor. Inga underarter finns listade i Catalogue of Life.